# Oxydia subfalcata
Oxydia subfalcata är en fjärilsart som beskrevs av Paul Dognin 1910. Oxydia subfalcata ingår i släktet Oxydia och familjen mätare. Inga underarter finns listade i Catalogue of Life.